# Mossehaus
Das Mossehaus ist ein denkmalgeschütztes Bauwerk in der Schützenstraße 25–32 im Berliner Ortsteil Mitte. Es ist benannt nach Rudolf Mosse, dem Bauherrn und ehemaligen Herausgeber des Berliner Tageblattes. Es befindet sich im Herzen des historischen Berliner Zeitungsviertels. Mit dem Umbau 1921–23 durch den Architekten Erich Mendelsohn, der u. a. zusätzliche Geschosse aufsetzte und die Gebäudeecke neu gestaltete, wurde das Mossehaus zu einem ersten Vertreter der Stromlinien-Moderne.

## Geschichte und Funktion des Gebäudes

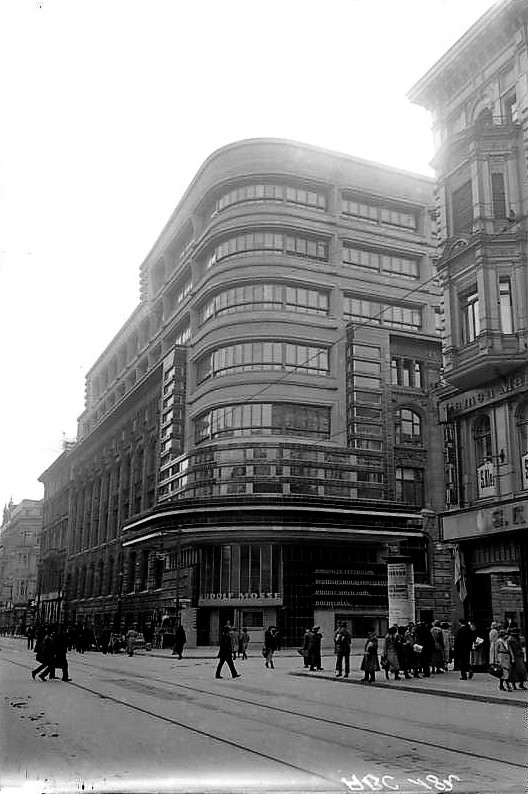
Mossehaus, 1923

Das Mossehaus wurde von 1900 bis 1903 nach Entwürfen der Architekten Wilhelm Cremer und Richard Wolffenstein als Sandsteinbau mit Anklängen an den Jugendstil im Auftrag des Unternehmers Rudolf Mosse errichtet. Mosse führte hier seinen Annoncen-Expressdienst und druckte das Berliner Tageblatt, nachdem er aus Platzgründen seinen ursprünglichen Verlags-Standort in der Neuen Friedrichstraße aufgeben musste. Das Gebäude wurde nach dem Ersten Weltkrieg bei den Spartakusaufständen im Januar 1919 beschädigt und von Erich Mendelsohn und Richard Neutra in den Jahren 1921 bis 1923 im Stil der Neuen Sachlichkeit umgebaut. Er erneuerte im Auftrag von Mosses Schwiegersohn und damaligen Inhaber Hans Lachmann-Mosse den zerstörten Eingangsbereich des Gebäudes, fügte ein Gesims hinzu und stockte das Haus um zwei Etagen auf. Dabei wurde die Eckfassade durch ein „extrem horizontal betontes Bauteil aus ganz anderen Materialien (Eisen und Keramik)“ in den Altbau integriert, wodurch „der Bau und vor allem die Ecke […] eine atemberaubende Dynamik“ erhielten. Bei der Gestaltung der Hausfassade arbeitete Mendelsohn mit Paul Rudolf Henning zusammen.
Sechs Wochen nach der Fertigstellung der Decken-Umbauarbeiten stürzte die oberste Decke ein, die zu schwer mit Kies bedeckt war. Dabei kamen 13 Menschen ums Leben, während elf Menschen schwer verletzt wurden.
Kurz nach der nationalsozialistischen Machtübernahme wurde das Unternehmen „arisiert“. Während der NS-Zeit führte eine Holding die Druckerei unter dem Namen Berliner Verlagsanstalt bis 1945 weiter.
Das Gebäude wurde im Zweiten Weltkrieg erneut stark beschädigt. Der komplette Flügel entlang der Jerusalemer Straße wurde zerstört, ebenso die von Mendelsohn aufwendig konstruierte Fassade an der Ecke Schützen-/Jerusalemer Straße. Sie wurde nach dem Krieg nur vereinfacht wieder aufgebaut.
Das Gebäude wurde wie zuvor von einigen Druckereien weitergenutzt, die sich 1951 zum VEB Industriedruck zusammenschlossen, aus dem später das Druckkombinat Berlin hervorging.
Nach dem Zusammenbruch der DDR erwarb der Unternehmer Hans Röder das Mossehaus am 1. Juli 1992 und entwickelte es durch weitere Gebäudekomplexe, die vom Architekten Dieter Schneider entworfen wurden, zum Mosse-Zentrum. Der Innenausbau des Altbaus, die Rekonstruktion der schwarzen Keramikfassade, die Sanierung der alten Sandsteinfassade, die Wiederaufstockung um zwei Etagen mit vorgesetzter Fassade aus Stahlbetonfertigteilen wurde in Anlehnung an den Mendelsohnentwurf von dem Hannoveraner Architekten Bernd Kemper realisiert. Einweihung des ersten Bauabschnitts fand Anfang 1995 im Beisein des Enkels von Rudolf Mosse, George L. Mosse, statt. Der gesamte Komplex wurde im Jahr 2000 fertiggestellt und neu genutzt, der Enkel legte aber besonderen Wert darauf, dass mindestens eine Druckerei in den Gebäuden weiter betrieben wird. Mit dem Auszug des Druckhauses Berlin-Mitte im Jahr 2013 trifft dies aber nicht mehr zu.
Das Leibniz-Zentrum Allgemeine Sprachwissenschaft und das Leibniz-Zentrum für Literatur- und Kulturforschung hatten von 2006 bis 2023 ihren Sitz im Mossehaus. Das repräsentative Eckteil des Komplexes war bis Oktober 2012 Sitz der Deutschland-Zentrale des französischen Mineralölkonzerns Total. Seit Januar 2014 hat dort Thales Deutschland seine Hauptstadtrepräsentanz und eins seiner Entwicklungszentren für Transportsysteme. Im April 2014 bezog die Dussmann Group weitere Etagen des Mossehauses. Die Deutsche Einheit Fernstraßenplanungs- und -bau GmbH (DEGES) sitzt ebenfalls in dem Gebäude. 